# Ракель П'єротті
Ракель П'єротті (ісп. Raquel Pierotti; 17 грудня 1952, Монтевідео, Уругвай) — уругвайська оперна співачка (мецо-сопрано).

## Біографія
Ракель П'єротті народилася 17 грудня 1952 року у Монтевідео. Закінчила Національну оперну школу. П'єротті виступає на найпрестижніших оперних сценах та є лауреатом багатьох міжнародних вокальних конкурсів.

## Нагороди
- ІІ премія Міжнародного конкурсу вокалістів імені Віньяса (1980)[2]